# Локвиш
Локвиш (њем. Lockwisch) општина је у њемачкој савезној држави Мекленбург-Западна Померанија. Једно је од 91 општинског средишта округа Нордвестмекленбург. Према процјени из 2010. у општини је живјело 406 становника. Посједује регионалну шифру (AGS) 13058060.

## Географски и демографски подаци
Локвиш се налази у савезној држави Мекленбург-Западна Померанија у округу Нордвестмекленбург. Општина се налази на надморској висини од 23 метра. Површина општине износи 13,9 km². У самом мјесту је, према процјени из 2010. године, живјело 406 становника. Просјечна густина становништва износи 29 становника/km².